# 居合道
居合道（日语：居合道），在日本古代奈良時代或平安时代初期，武士常需要瞬间拔刀制敌，后来经发展成為一种現代化武道。「居合」二字象征对峙双方，而居合剑术最讲求的就是一击必杀。

## 概述
居合道修煉的是在平時的狀態遇到敵人的襲擊時，如何快速反應過來的技術。「居合」是日語，「居」為坐著之意，「居合」依字面翻譯便是互相坐著的意思。居合在室町時代由開山祖林崎甚助發明出來的時候，最一開始便是在坐著的狀態下，如何使用太刀來有效還擊敵人拿短刀偷襲而來的技術。
但發展至今，居合雖然仍然是想定敵人襲擊而來該如何拔刀還擊的技術，但其早已不限於如何還擊使用短刀偷襲的敵人，也不只限於坐著時如何還擊襲來的敵人，站立時遇敵該如何還擊的技法現在也被居合所包含。
日本武術轉變成武道，其中最大的差異便是，武道包含了心靈與精神層面的修練，而居合道更是以精神修練著名。
由於居合道平時演練時便是由單人演武的形式練習，其所需要的身體肌肉之力量雖然並不大，但需要相當大的專注力，所以精神上的修煉是絕對必須的。在每項技法的一開始，你就必須融入到該技法所想定的環境中；例如敵方若是想定為坐在前方意圖拔刀襲擊而來，你的攻擊就必須刀刀到位，動作也不可以有絲毫鬆懈，眼神也必須緊盯著敵人不放，因為你正處於生死關頭。
若單純只是像套好招般地拔刀反擊，那便不叫居合，只不過是拿著刀跳舞罷了。而也因為居合這樣的修練方式，日本武術中所強調的氣、劍、體一致在居合道中便更被強調著。

## 起源
日本古代有很長的一段時間，是處於以下剋上、大小兼併、爭鬥層出不窮的時代，所以每個武士除了戰場上要與敵人對陣以外，平時還要戰戰兢兢地防範被他人暗算，以及處理遂發的衝突對峙。因此古代日本武士除了一般修練劍術之外還會修練拔刀收刀的技巧，以達到避免在拔刀收刀時割傷或刺傷自己以及訓練在突發狀況時得以阻擋敵人攻擊或立即反擊的能力。
拔刀術就是在這樣的時代背景下被發展起來的。在1930年代「居合道」這個名詞開始出現取代原有的拔刀術。

## 禮法
以下敘述為「全日本劍道聯盟制定居合道」的禮法。
一般演武練習時，攜刀姿勢、刀禮、帶刀以及對神座之禮是必備的，其它的出場、退場、方向並沒有那麼注重；不過，審查時，尤其是一級、初段、二段審查，這些都是被視為重點的項目，也是基本中的基本。

### 攜刀姿勢
當一入場時，就必須將周圍的環境在心中設想為敵人會隨時襲擊而來的戰場，所以如何拿好你的刀、如何展現你的堅定與氣勢，必定是最一開始的課題。
做法是以左手大拇指架上刀的鍔，剩下的四指將刀的下緒（刀上便於固定的繩子）以及鞘口附近一併握住。左手肘些微彎曲，刀的刃部分務必將其面向上，柄頭將其移至腹部中央位置，鐺（刀鞘的前端）使其約四十五度傾斜，並將左手握住刀的部分輕輕貼放在左腰骨上端（也應該是腰帶附近）持刀。右手則自然的垂放、貼在身體右側。頭、身、腰成一直線，做出腰挺著身體、身體挺住頭的感覺；挺出胸膛，目線緊盯前方。

### 出場
以攜刀姿勢踏出右足開始前進到自己演武的位置，視線依然緊盯前方。在整體出場之前，請檢查好你的服裝整齊與否、腰帶是否過鬆過緊等等。

### 對神座之禮
以攜刀姿勢面對神座（或正面，依各道場而不同）的方向，將持刀的左手以及刀一併移至腹部右前方，接著右手移至刀的栗形（刀鞘上綁住下緒的部分）的下方與一併接過下緒以及刀，並將刃轉為面向下方，接著邊注意柄頭是指向後方的狀態邊將刀全部移至右手。左手離開刀後便回到身體左側，使其自然垂向且貼著體側。右手則將刀自然地提在右體側，鐺的部分使其在前方自然下垂。
行禮時上體約三十度傾斜鞠躬。完成後，將持刀的右手向左轉動，使掌心的部分稍微指向右前方的狀態下，將刀移至肚臍前方，左手接住刀，大拇指架在鍔上，再次回到攜刀姿勢。

### 演武方向
對神座之禮完了後，轉回你演武的正面方向。審查時，依各道場的不同，神座方向與你演武的正面方向也不一定相同。

### 演武開始之刀禮
由提刀姿勢，不用引退左右腳，稍張開兩膝蓋，一面彎折，用右手拂（先左、右後）袴裙下端（裾），左右之順序跪著兩膝，將腰落下，一面伸張兩足腳尖，併攏拇指腰部穩定在足踵上。落坐時，注意鐺不可碰著地板。兩膝蓋間隔分開約一個拳頭（10公分）。
右手指輕輕伸張置放在右膝上同時，左手持著刀一度，先置在左膝上後，刃部向內側，鍔與膝蓋同齊，離開左腿約一個拳頭，平行穩靜置放地板上。
置畢左手縮回置左膝上挺直腰部，丹田（下腹）貫充力氣，而放鬆兩肩力氣，自然挺起胸膛，伸直頸部（喉嚨反側），頭部保正，眼睛注視前方約四、五公尺處地板上，眼睛成半開眼「遠山之觀見」（即不凝視眼前景物而觀望遠山氣氛）心神注視四方。

### 座禮
從正坐姿勢，將上身傾前（彎曲）兩手併合（掌指併攏）左先右後之順序伸落置地板，左右食指和拇指先端碰合作成三角形，兩肘輕輕碰膝外側，放在杝板，上禮前傾低下，頭額著地板，恭恭敬敬行禮，禮畢穩靜扶起上身，兩手依右左之順，縮回置膝上，回復正坐姿勢。
起立時左手移握鯉口，拇指押口鍔取刀，先置在左膝上挺起腰同時豎起兩足指尖，伸直腰部，左右移至左膝藝內側，保正上體起立，同時左足移靠右足併攏，保持提刀姿勢。

### 退場
出場時從下方之足先進，退場時，從上方之足先退。所謂下方之足，是依距神座，或上座較遠之足之稱，上方之足即相反，較近之足之稱。正中稱為界線，在左側位置時右足為下方之足，左足即上方之足。在右側或正中線上位置時右足是上方足，左足即下方之足。

## 居合道的基本技法
制定居合招式有分坐姿、立姿兩大類。即為現代不分流派的統一的標準形（全日本劍道聯盟－制訂居合12式）。
劍道與居合是一體的兩面，許多的技法與禮法其實是緊密相連的；而制定的居合則是由全日本劍道連盟發展出固定的十二個招式供修行者精鍊，適用於初學者或已習有劍道的人進入居合入門，作為學習其他眾多流派之前的一個入門範式；居與合，意味者我與對手，姿勢主要構成有正座與立居合技法，其特色是由拔刀術與斬技變化出刀法，並結合許多內心意象的排演，達到磨練技法與心性的目的。

### 一本目：「前」
與人談判會談當中感受到對方露出殺氣，此時以手架上劍柄同時也露出殺氣以嚇阻對方繼續失禮，如果情況持續將繼續起身並同時拔刀。
在劍先接近刀鞘口將近4英吋時憋氣，右腳向前踏出同時單手向前橫向用力斬出水平切（用臂力腕力還有腰力同時出力集中力道於劍尖）。
1. 正拔刀，橫一文字斬（橫一文字是日式的特有描述用語，指的是橫向的動向，而且跟漢字的筆勢一樣，是由左往右斬）
2. 殘心，是日式特殊的用辭，意指出招完，保持對敵警戒，防對方反撲。
3. 前劈
4. 殘心
5. 血振（日式特殊的用辭，意指灑除刀上的血，蘊含轉換成再次攻擊的預備姿態的用意）
6. 換腳
7. 殘心
8. 收刀

### 二本目：「後ろ」
平時室內作息，敵人破門（紙門、紙牆）從後偷襲。
1. 轉身正拔刀，橫一文字斬
2. 殘心
3. 前劈
4. 殘心
5. 血振
6. 殘心
7. 收刀

### 三本目：「受け流し」
側面有敵突然偷襲過來。
1. 正拔刀即刻斜架（格檔左邊來勢，刀未完全出鞘）
2. 左腳退一步袈裟斬（刀向是右上到左下），斬其左肩。
3. 殘心
4. 納刀

### 四本目：「柄當」
前後遭遇襲擊，先以刀柄頭撞擊對手水月（心窩）接著用右單手刺擊後面對手水月，再次以凌厲氣勢將前方對手劈斬。

### 五本目：「袈裟切り」
前進中，前方對手正舉刀欲斬下來時，從右下往上拔擊，反刀從左肩口袈裟斬下(逆袈裟)。

### 六本目：「諸手突き」
前進中，遭受前後對手襲擊，先將前面對手拔擊其右斜面部，瞬即依雙手刺擊其心窩，繼即將後面對手從正面斬下，再次由前面來襲的其他對手，從其正面斬下。

### 七本目：「三方切り」
前進中，遭受正面及左右，三方位對手襲擊，先瞬擊右方對手頭部，再劈斬左方對手面部，繼即劈斬正對面之對手。

### 八本目：「顔面当て」
前進中，遭受前後對手襲擊，先將前面對手之顏面部以刀柄頭、柄鐺（以柄頭撞擊），繼之向後方對手水月用單手刺擊，再次迴旋180度正對前面對手，由頭頂斬下。

### 九本目：「添え手突き」
前進中，察覺左方對手，制敵先機一面向左旋轉90度給予對手右袈裟瞬擊，立即將刃部向下，左手掌挾押刀刺擊對手腹部.

### 十本目：「四方切り」
前進中，遭受四方位對手圍攻，為制敵先機，刀與鞘整體右斜前推出，先用「柄當」（即用柄側面撞擊），想拔刀的對手甲右拳，繼續一面拉鞘拔出刀，以右單手，刺擊左斜後方對手心窩，再繼續復向右斜前對手（即最先受撞擊者）正面斬下，連接著斬下右斜後方對手，再繼續架開左斜前方對手劈下之刀，振舉至頭頂向對手正面斬下。

### 十一本目：「総切り」
前進中前面敵人舉刀殺進來，瞬間引退一步制先機殺敵人的左斜面，再斬右肩到水月（心窩）再切左肩下到肚臍繼續斬腰腹部，再由上面斬下.

### 十二本目：「抜き打ち」
相對前方的敵人忽然斬下來，奪先機拔刀退一步避開對方的刀勢，瞬即由正面振舉斬下。

## 組織
- 全日本居合道連盟（全居連）
- 全日本剣道連盟居合道部（全剣連）
- 全日本戶山流居合道聯盟
- 大日本居合道連盟（大居連）
- 日本居合道連盟（日居連）